# Bob Shirlaw
Bob Shirlaw, né le 9 avril 1943 à Sydney, est un rameur d'aviron australien. 

## Carrière
Bob Shirlaw participe aux Jeux olympiques de 1968 à Mexico et remporte la médaille d'argent avec le huit australien composé de Peter Dickson, Michael Morgan, David Douglas, John Ranch, Joe Frazio,  Gary Pearce, Alf Duval et le barreur Alan Grover.